# Doryssos
Doryssos (en grec ancien Δόρυσσος / Dórussos) ou Doryssus est un roi légendaire de Sparte, 5e souverain de la dynastie des Agiades qui aurait régné au IXe siècle av. J.-C.
Il succède à son père Léobotès pour un règne de 39 ans (d'après Eusèbe de Césarée), 42 ans pour Hérodote ou beaucoup plus court selon Pausanias.
Son fils Agésilas Ier lui succède.